# Bernhard Caspar (Bankier)
Bernhard Caspar (* 9. Dezember 1844 in Stavenhagen; † 20. Mai 1918 in Hannover) war ein deutscher Bankier, Geheimer Kommerzienrat, Generalkonsul und Wirtschaftsführer.

## Leben

### Familie

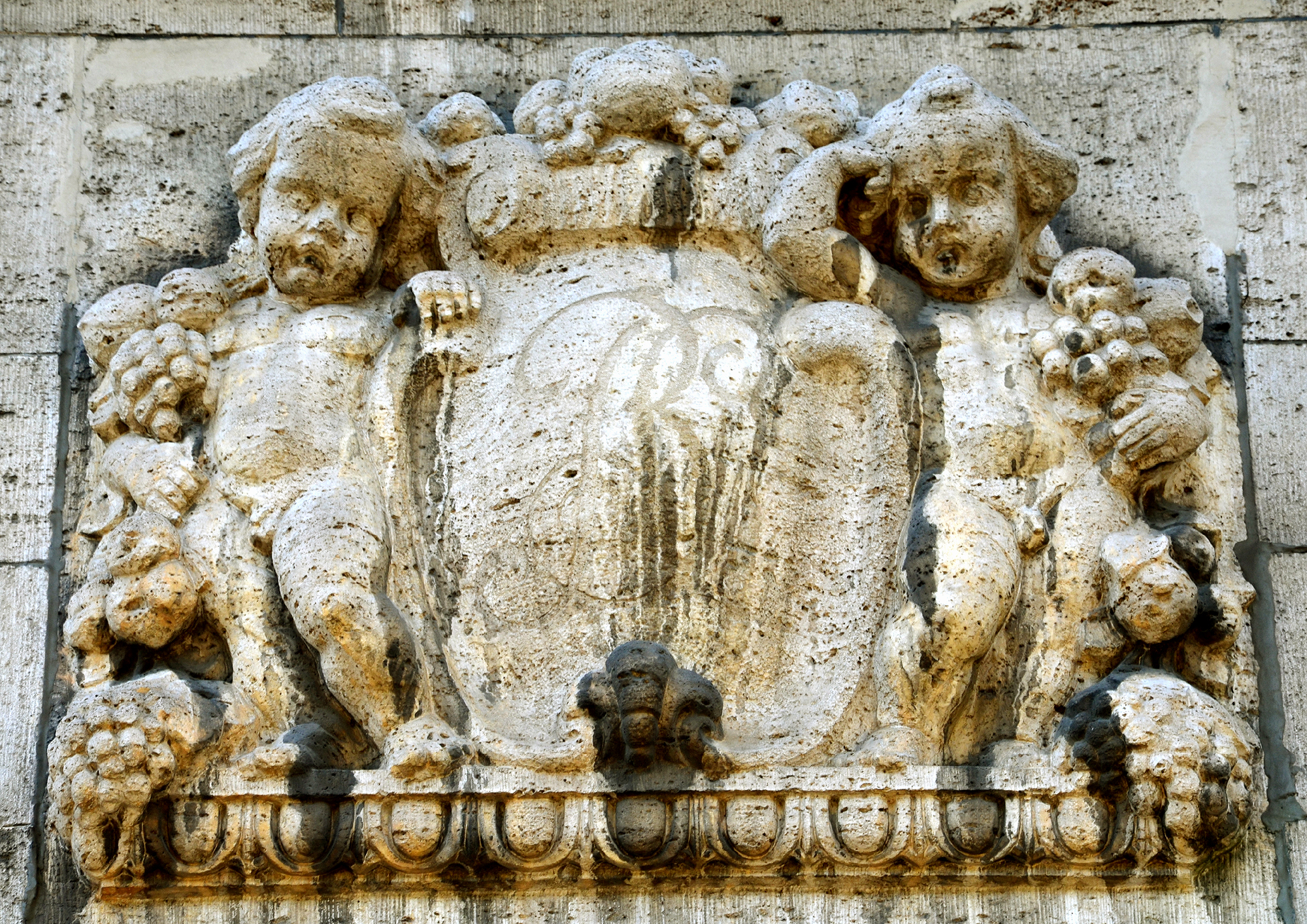
Initialen BC auf Muschelkalk-Relief mit zwei nackten Knaben im Stil von Putten mit Früchten am Bankhaus Caspar

Bernhard Caspar wurde als Sohn des jüdischen Kaufmanns Joseph Caspar und dessen Ehefrau Louise, geb. Dessauer, in der kleinen mecklenburgischen Landstadt Stavenhagen geboren. Durch die Heirat seines Sohnes Julius (schwedischer Generalkonsul und Teilhaber des von Bernhard gegründeten Bankhauses Caspar) mit Dorothea Bergmann, einer Tochter des Sigmund Bergmann, des US-amerikanischen Erfinders und in Berlin Gründers der Elektrizitätswerke Bergmann, war er verwandt mit diesem.

### Werdegang
Geboren zur Zeit des Großherzogtums Mecklenburg-Schwerin, arbeitete Bernhard Caspar nach der Ausrufung des Deutschen Kaiserreichs in Hannover anfangs als Prokurist der Provinzial-Disconto-Gesellschaft Hannover, einer Bankgesellschaft, die sich während der sogenannten Gründerjahre auf die Gründung von Firmen spezialisiert hatte und deren Zentrale in Berlin lag. 1874 gründete Caspar selbst eine eigene Bank, das Bankhaus Caspar.
Für die Besorgung von Bankgeschäften für Großherzog Friedrich Wilhelm II. von Mecklenburg-Strelitz wurde Bernhard Caspar ab 1881 zunächst als Kommerzienrat tituliert, ab 1889 dann als Geheimer Kommerzienrat. Der Bankier engagierte sich vor allem bei expandierenden Unternehmen, vor allem in Handels- und Industrieunternehmen und hier während des Kautschukbooms insbesondere in der Gummiverarbeitenden Industrie. So gelangte er schon bald zu Einfluss und Wohlstand und konnte an der damaligen Parkstraße 2 am Puttenser Feld (der heutigen Wilhelm-Busch-Straße am Welfengarten nahe dem Welfenschloss) einen repräsentativen Wohnsitz leisten.
Bernhard Caspar wirkte mit bei der Gründung der „Vereinigung der Banken und Bankiers“ sowie der „Kaufmännischen Vereinigung“, die am 1. Februar 1889 in der Ständehausstraße 1 ein eigenes Vereinslokal bezog und mit der er schließlich die Entstehung der Börse Hannover förderte.
Bernhard Caspar war Mitglied im Aufsichtsrat
- ab 1882 der Continental AG, wo er 1897 Aufsichtsratsvorsitzender wurde;
- seit 1890 der Braunschweig-Hannoverschen Hypothekenbank (Aufsichtsratsvorsitzender ab 1913); der späteren Berlin Hyp[9]
- der Hannoverschen Bank;
- der Lindener Eisen- und Stahlwerke

und weiterer Unternehmen.
Bereits 1883 wurde Caspar zum Konsul, später auch zum Generalkonsul des Königreichs Schweden ernannt.

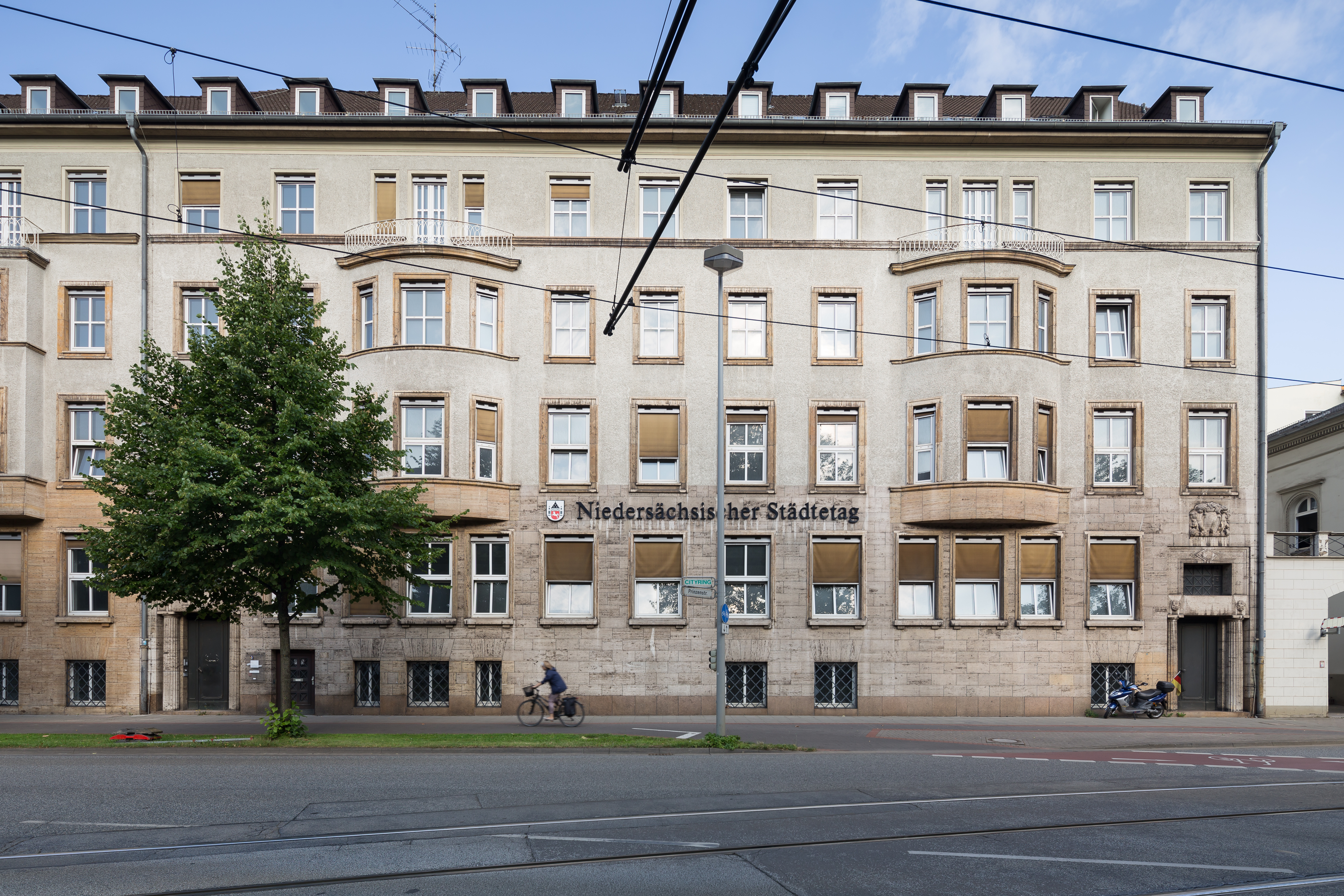
Das 1911 bis 1912 von Emil Lorenz erbaute, inzwischen vollständig abgerissene Bankhaus Caspar in der Prinzenstraße 23, hier im Juli 2014 mit dem Schriftzug Niedersächsischer Städtetag

1890 betrieb Caspar seine Bankgeschäfte zunächst in der Packhofstraße 26, laut dem Adressbuch der Stadt Hannover von 1899 dann in der Bahnhofstraße 11. Später errichtete er sich nach Plänen des Architekten Emil Lorenz 1911 bis 1912 ein eigenes Bankgebäude unter der (heutigen) Adresse Prinzenstraße 23.
Ganz Kind seiner Zeit, wirkte Caspar mit im Deutschen Kolonialverein sowie im Deutschen Flottenverein, im „Provinzialverein vom Roten Kreuz“, in der Nationalstiftung für die Hinterbliebenen der im Kriege Gefallenen sowie in anderen Vereinen.
Gemeinsam mit seiner Ehefrau errichtete Caspar die Bernhard-und-Anna-Caspar-Stiftung: Zweck der Stiftung war „die jährliche finanzielle Unterstützung gemeinnütziger oder wohltätiger Institutionen in der Stadt Hannover,“ die im Schenkungsvertrag vom 30. Juli 1918 ausdrücklich namentlich festgelegt wurden.
Bernhard Caspars starb im letzten Jahr des Ersten Weltkriegs und des Deutschen Kaiserreichs. Sein Grabmal nach einem Entwurf des Bildhauers Hermann Schaedtler findet sich heute auf dem Stadtfriedhof Engesohde.

## Bernhard-Caspar-Straße
Posthum wurde die 1919 angelegte Bernhard-Caspar-Straße, die die Badenstedter Straße mit der Davenstedter Straße  im (heutigen) Stadtteil Linden-Mitte verbindet, nach dem Bankier und Mäzen benannt. Zur Zeit des Nationalsozialismus war die Straße aus Antisemitismus von 1933 bis 1945 umbenannt worden in Meidtstraße nach dem Polizisten Walter Meidt, der beim Schutz einer nationalsozialistischen Versammlung getötet wurde.